# Slingshot

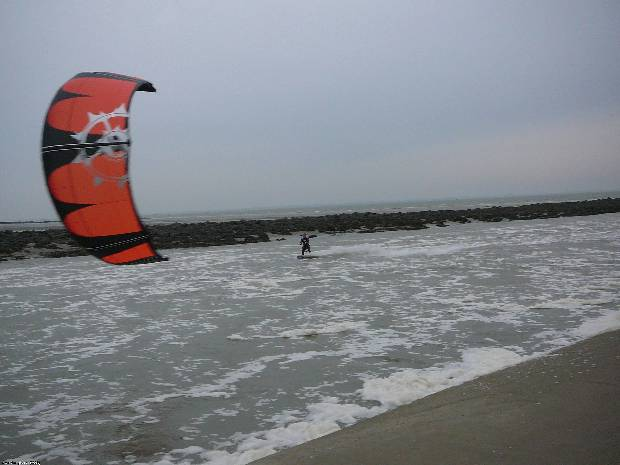
Vlieger van Slingshot

Slingshot is een kitesurfmerk, dat vooral wordt gebruikt door gevorderde kitesurfers. Huidige modellen zijn de RPM, Rally en SST.
Zoals ieder kitesurfmerk heeft ook Slingshot-teamriders die namens het bedrijf varen, waaronder de Nederlander en wereldkampioen freestyle Youri Zoon.